# Liste der Auslandsvertretungen Vanuatus

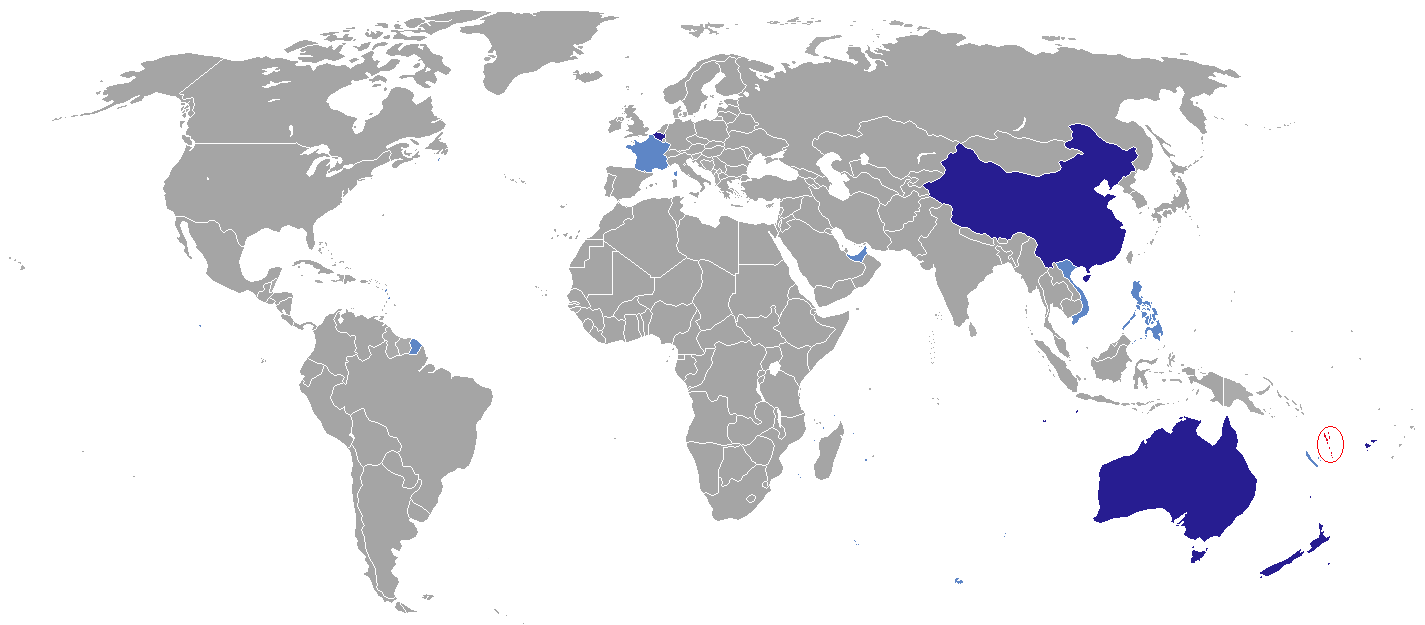
Standorte der diplomatischen Vertretungen Vanatus

Dies ist eine Liste der diplomatischen Vertretungen Vanuatus.

## Diplomatische Vertretungen

### Afrika
- Marokko: Rabat, Botschaft

### Asien
- Volksrepublik China: Peking, Botschaft

### Australien und Ozeanien
- Australien: Canberra, Hohe Kommission
- Frankreich: Nouméa, Neukaledonien, Generalkonsulat
- Neuseeland: Auckland, Generalkonsulat

### Europa
- Belgien: Brüssel, Botschaft

## Vertretungen bei internationalen Organisationen
- Vereinte Nationen: New York, Ständige Mission